# ایکیریو

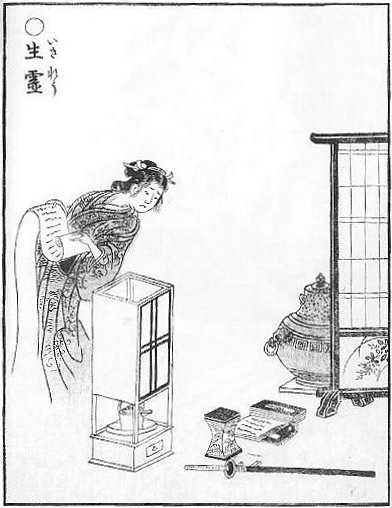
ایکیریو از کتاب نشر شده در حدود سال ۱۷۷۶ میلادی گازو هیاکی یاکو اثر توری‌یاما سکیئن

ایکیریو (生霊, ت.ت. «کالبد اثیری»)، همچنین تحت نام‌های شوریو (しょうりょう)، سئی‌رئی (せいれい)، یا ایکیسوداما (いきすだま) شناخته می‌شود، در داستان‌ها و فولکلور ژاپنی، یک روح یا شبح بی‌جسم است که بدن یک فرد زنده را ترک می‌کند و متعاقباً افراد یا مکان‌های دیگر گاهی اوقات در فواصل بسیار دور را تسخیر می‌کند. آن‌ها دقیقاً به شکل انسان زنده‌ای ظاهر می‌شوند که از آن پدید آمدند؛ برخی مواقع شکلی شبح‌آلود و شفاف به خود می‌گیرند، در حالی که گاهی از یک فرد زنده نیز قابل تشخیص نیستند. این واژه‌ها در تضاد با شیریو استفاده می‌شود که به روح کسانی اشاره دارد که قبلاً مرده‌اند.

## شرح مختصر
این باور مردمی مبنی بر اینکه روح (یا جان) انسان می‌تواند از بدن رها شود، از گذشته‌های دور وجود داشته است، با روایات و تجربیات شاهدان عینی (تسخیر، جن‌زدگی، تجربه خروج از بدن) که در حکایات و نوشته‌های خیالی گزارش شده است. گفته می‌شود که ارواح انتقام‌جو (怨霊 اونریو) زنده‌ها به‌وسیله تبدیل شدن به شکل ایکیریو خود، نفرین 祟り (تاتاری) را بر سوژه یا افراد انتقام‌جو اعمال می‌کنند. اعتقاد بر این است که اگر به اندازهٔ کافی کینه نگه داشته شود، تمام یا بخشی از روح گناهکار بدن را ترک می‌کند و در مقابل قربانی ظاهر می‌شود تا به او آسیب برساند یا او را نفرین کند، مفهومی که چندان با نفرین چشم‌زخم بی‌شباهت نیست. ایکیریو حتی به متون مقدس بودایی راه یافته است، جایی که آن‌ها را به عنوان «ارواح زنده» توصیف می‌کنند که اگر عصبانی شوند، ممکن است باعث نفرین شوند، حتی درست قبل از مرگشان. تسخیر وسیله دیگری است که معمولاً بر این باورند که ایکیریو توسط آن قادر به ایجاد آسیب است، و فرد تسخیر شده از این فرآیند بی‌اطلاع است. با این حال، طبق اسطوره‌شناسی، ایکیریو لزوماً از روی کینه یا انتقام‌جویی عمل نمی‌کند، و داستان‌هایی درباره ایکیریو وجود دارند که هیچ کینه‌ای به دل نمی‌گیرد یا تهدیدی واقعی به‌شمار نمی‌رود. در مثال‌های ثبت شده، برخی مواقع روح با انگیزه‌هایی غیر از انتقام، مانند عشق و دلباختگی، بدن شخص دیگری را در تسخیر می‌کند. ایکیریو یک شخص ممکن است بدن را ترک کند (اغلب مدت خیلی کوتاهی قبل از مرگ) تا حضور خود را در اطراف عزیزان، دوستان و/یا آشنایان نشان دهد.